# Michal Pavlata (herec)
Michal Pavlata (15. července 1945 Kvasice – 21. ledna 2017 Praha) byl český herec, člen Činoherního klubu, dabingový herec, textař, hudební režisér a žurnalista (stálý spolupracovník Lidových novin, fejetonista), bývalý člen Rady Českého rozhlasu.

## Život
Studoval herectví na pražské DAMU (absolutorium 1967), do prvního angažmá nastoupil v kladenském Divadle Jaroslava Průchy (1967–1969), následně působil v Armádním uměleckém souboru (1969–1970) a Divadle E. F. Buriana (1969–1992). V letech 1992–1994 byl členem Městských divadel pražských (vystupoval především na scéně Divadla ABC), od roku 1994 hrál v Činoherním klubu. Úspěšně spolupracoval s filmem, televizí, rozhlasem a dabingem, byl členem umělecké rady Lyry Pragensis, autorem dvou knih a pedagogem na Divadelní fakultě Akademie múzických umění v Praze.
Je rovněž autorem několika písňových textů, mezi nejznámější patří například text k písni Otec a syn, kterou nazpívala skupina Rangers.
Jeho bratr Josef Pavlata je český politik a bývalý senátor.

## Rozhlas
Michal Pavlata byl dlouholetý spolupracovník Českého rozhlasu. Byl autorem řady scénářů pořadů o populární hudbě.

### Role (pahýl)
- 1991 Anthony Burgess: Setkání ve Valladollidu[5], role: Don Manuel de Pulgar Garganta.
- 1998 Hector Hugh Munro: Povídka Byzantská omeleta, překlad: František Vrba,  dramatizace: Jan Žáček, účinkují: Michal Pavlata (vypravěč), Marie Drahokoupilová, Barbora Hrzánová a Jana Drbohlavová; režie: Josef Červinka.
- 2013 William Shakespeare: Julius Caesar, role: Tribonius[6]
- 2016 Ernest Hemingway: Hlavní město světa. Povídka, četl Michal Pavalta. Překlad: Jiří Valja, režie: Lukáš Hlavica

Natočeno: 2016

## Televize
- 1970 Úsměvy světa (TV cyklus) – role: mladík Saša (2. díl: A. P. Čechov – 1. povídka: Umělecký výtvor)

## Dabing
Svůj hlas propůjčil například Honzovi v pohádce Honza málem králem.